# Vuelta a Dinamarca
La Vuelta a Dinamarca (oficialmente: Post Danmark Rundt-Tour of Denmark) es una carrera ciclista profesional por etapas que se disputa en Dinamarca, en el mes de agosto. La prueba está patrocinada por el servicio postal de Dinamarca de ahí su nombre.
La primera edición se corrió en 1985, aunque se hicieron 2 ediciones previas no oficiales en 1983 y 1984 las cuales fueron realizadas como semanas de ciclismo o competencias de exhibición (Critériums) y estas 2 ediciones fueron ganadas por Kim Andersen. Durante el período 1989-1994, no se disputó la carrera. Tras haber estado la mayoría de sus ediciones en la categoría 2.2, desde la creación de los Circuitos Continentales UCI en 2005 la competencia entró a formar parte del UCI Europe Tour en la categoría 2.HC (máxima categoría de los Circuitos Continentales UCI hasta 2019).
En 2020, la carrera entró a formar parte de la UCI Pro Series cambiando a categoría 2.Pro y la que sería su primera edición bajo esta nueva categoría fue cancelada por sus organizadores ante la incompatibilidad de su calendario con el Tour de Francia 2020, el cual fue reprogramado por la UCI para finales del mes de agosto de 2020 con ocasión de la pandemia de COVID-19.
La carrera tiene entre cinco y seis etapas, incluyendo una contrarreloj, que por lo general se realiza en la penúltima etapa. Debido a que Dinamarca es un país plano, es una prueba donde destacan los sprinters y rodadores. Concluyendo siempre en la ciudad de Frederiksberg.
El primer ganador fue el italiano Moreno Argentin. El ciclista con más victorias es el danés Jakob Fuglsang con tres triunfos.

## Palmarés

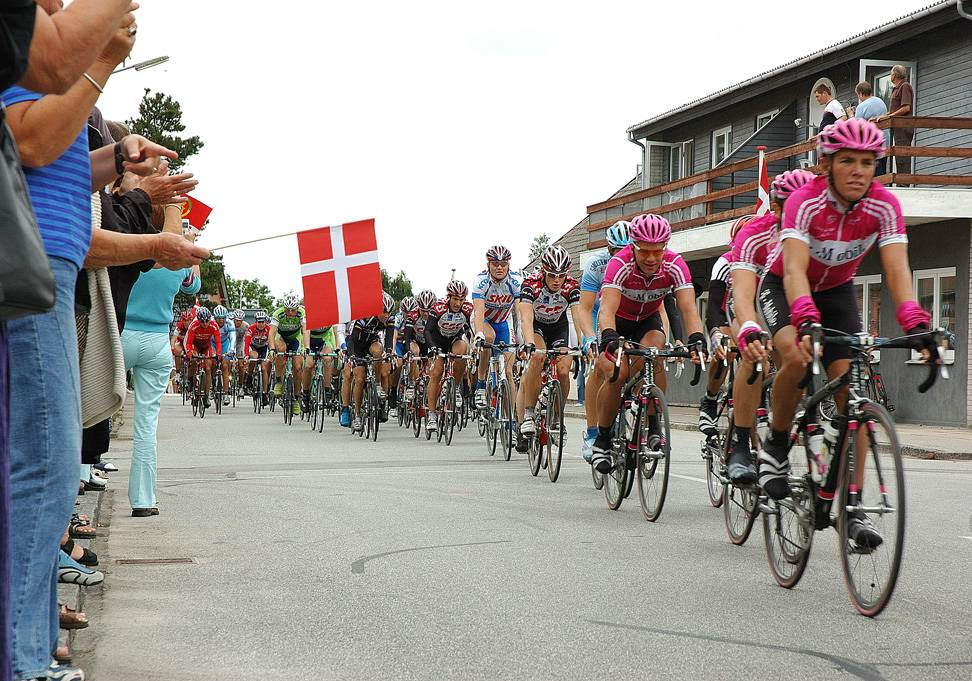
Vuelta a Dinamarca en 2006

| Año                               | Ganador                 | Segundo               | Tercero               |           |
| --------------------------------- | ----------------------- | --------------------- | --------------------- | --------- |
| 1985                              | Moreno Argentin         | Kim Andersen          | Etienne De Wilde      |           |
| 1986                              | Jesper Worre            | Jørgen Vagn Pedersen  | Jelle Nijdam          |           |
| 1987                              | Kim Andersen            | Rolf Sørensen         | Søren Lilholt         |           |
| 1988                              | Phil Anderson           | Rolf Sørensen         | Søren Lilholt         |           |
| 1989-1994 ediciones no disputadas |                         |                       |                       |           |
| 1995                              | Bjarne Riis             | Bo Hamburger          | Kaspars Ozers         |           |
| 1996                              | Fabrizio Guidi          | Rolf Sørensen         | Bjarne Riis           |           |
| 1997                              | Servais Knaven          | Peter Meinert-Nielsen | Jesper Skibby         |           |
| 1998                              | Marc Streel             | Rolf Sørensen         | Peter Meinert-Nielsen |           |
| 1999                              | Tyler Hamilton          | Rolf Sørensen         | Martin Hvastija       |           |
| 2000                              | Rolf Sørensen           | Andreas Klöden        | Stéphane Barthe       |           |
| 2001                              | David Millar            | Jaan Kirsipuu         | Daniele Nardello      |           |
| 2002                              | Jakob Piil              | Kurt Asle Arvesen     | László Bodrogi        |           |
| 2003                              | Sebastian Lang          | Jurgen Van Goolen     | Laurent Brochard      |           |
| 2004                              | Kurt Asle Arvesen       | Jens Voigt            | Stuart O'Grady        |           |
| 2005                              | Ivan Basso              | Kurt Asle Arvesen     | Rory Sutherland       |           |
| 2006                              | Fabian Cancellara       | Stuart O'Grady        | Thomas Ziegler        |           |
| 2007                              | Kurt Asle Arvesen       | Enrico Gasparotto     | Matti Breschel        |           |
| 2008                              | Jakob Fuglsang          | Stephen Cummings      | Tom Stamsnijder       |           |
| 2009                              | Jakob Fuglsang          | Maurizio Biondo       | Roger Hammond         |           |
| 2010                              | Jakob Fuglsang          | Svein Tuft            | Matthew Busche        |           |
| 2011                              | Simon Gerrans           | Daniele Bennati       | Michael Mørkøv        |           |
| 2012                              | Lieuwe Westra           | Ramūnas Navardauskas  | Manuele Boaro         |           |
| 2013                              | Wilco Kelderman         | Lars Ytting Bak       | Matti Breschel        |           |
| 2014                              | Michael Valgren         | Lars Ytting Bak       | Manuele Boaro         |           |
| 2015                              | Christopher Juul-Jensen | Lars Ytting Bak       | Marco Marcato         |           |
| 2016                              | Michael Valgren         | Magnus Cort           | Mads Würtz            |           |
| 2017                              | Mads Pedersen           | Michael Valgren       | Casper Pedersen       |           |
| 2018                              | Wout van Aert           | Rasmus Quaade         | Lasse Norman Leth     |           |
| 2019                              | Niklas Larsen           | Jonas Vingegaard      | Rasmus Quaade         |           |
| 2020                              | cancelada               | cancelada             | cancelada             | cancelada |
| 2021                              | Remco Evenepoel         | Mads Pedersen         | Mike Teunissen        |           |
| 2022                              | Christophe Laporte      | Magnus Sheffield      | Mattias Skjelmose     |           |
| 2023                              | Mads Pedersen           | Mattias Skjelmose     | Magnus Cort           |           |
| 2024                              | Arnaud De Lie           | Magnus Cort           | Anders Foldager       |           |
| 2025                              | Mads Pedersen           | Jakob Söderqvist      | Niklas Larsen         |           |
| 2026                              |                         |                       |                       |           |

## Palmarés por países
| País           | Victorias |
| -------------- | --------- |
| Dinamarca      | 15        |
| Bélgica        | 4         |
| Italia         | 3         |
| Países Bajos   | 3         |
| Australia      | 2         |
| Noruega        | 2         |
| Estados Unidos | 1         |
| Reino Unido    | 1         |
| Alemania       | 1         |
| Suiza          | 1         |
| Francia        | 1         |

## Estadísticas

### Más victorias
| Ciclista          | Victorias | Años             |
| ----------------- | --------- | ---------------- |
| Jakob Fuglsang    | 3         | 2008, 2009, 2010 |
| Kurt Asle Arvesen | 2         | 2004, 2007       |
| Michael Valgren   | 2         | 2014, 2016       |